# Henri Edouard Dubied

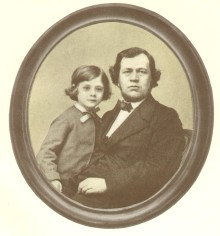
Henri Edouard Dubied mit seinem Sohn Paul Edouard

Henri Edouard Dubied, auch Eduard (* 1823 in Couvet, Schweiz; † 1878 ebenda), war ein Schweizer Industrieller. Er hatte wesentlichen Anteil an der Erfindung und Weiterentwicklung der Flachstrickmaschine.

## Leben
Henri Edouard Dubied entstammte der Ehe von Henri Edouard Dubied sen. (* 1783; † 1843) und Charlotte Julie Courvoisier. Der Vater besass eine Destillerie, wo Absinth produziert wurde. Der angeheiratete Onkel Dubieds ist Henri Louis Pernod, der ebenfalls eine Absinthdestillerie gründete.
H. E. Dubied jun. studierte in Paris Ingenieurwissenschaften. Am 23. Dezember 1853 heiratete er Cécile Koechlin. Um 1866 gründete er in Couvet eine mechanische Werkstätte. 1867 wurde er auf der Weltausstellung in Paris auf die dort vorgeführte Strickmaschine von Isaac-Wixon Lamb aufmerksam und erwarb das Patent. In seiner Fabrik in Couvet begann er sofort mit der Konstruktion von Flachstrickmaschinen.

## Nachwirkung
Die Firma Edouard Dubied & Cie. SA in Couvet produzierte bis zum Ende des 20. Jahrhunderts Strickmaschinen, zeitweise auch Lokomotiven. Das Unternehmen mit Fabriken auch in Marin und Peseux geriet in den 1970er Jahren in eine Krise und musste 1400 von rund 2400 Mitarbeitern entlassen. Als Dubied den Beschäftigten auch den 13. Monatslohn streichen wollte, kam es im August 1976 zu einem einmonatigen Streik unter der Leitung des Christlichen Metallarbeiter-Verbands (CMV), dem sich die Gewerkschaft SMUV anschloss. 1995 wurde die Produktion von Strickmaschinen in Couvet definitiv eingestellt.

## Ehrungen
- In Couvet ist heute eine Strasse nach Dubied benannt.
- Dubied war Mitglied der Société d’Étudiants de Belles-Lettres.